# Andrea Schorta

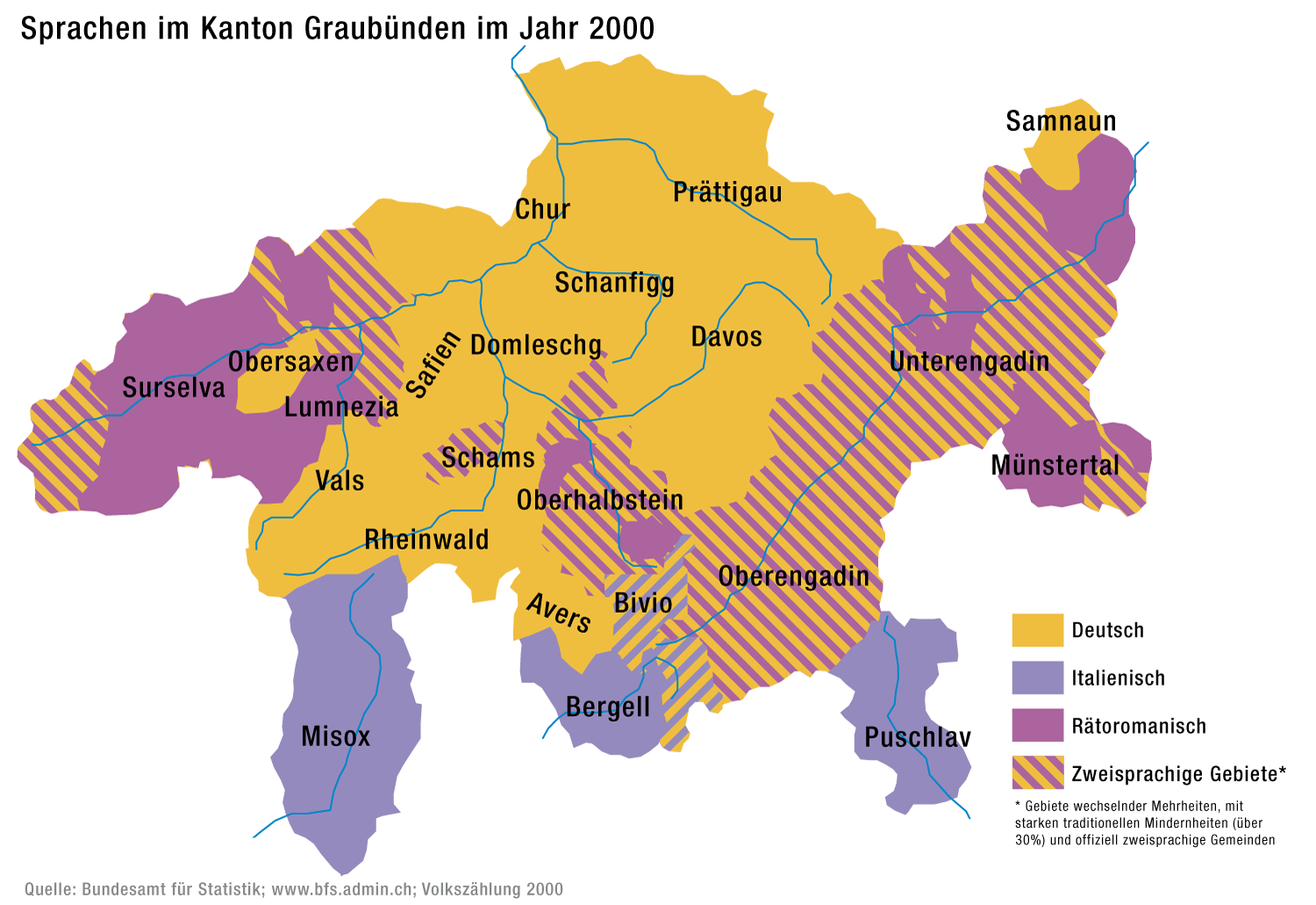
Distribuição geográfica das línguas dos Grisões, com as zonas em que se fala o romanche em violeta, o alemão em cor laranja e o italiano em azul. As zonas indicadas com linhas obliquas são as que têm uma língua maioritária flutuante, minorias linguísticas tradicionalmente fortes (mais de 30%) ou que são oficialmente bilingues.

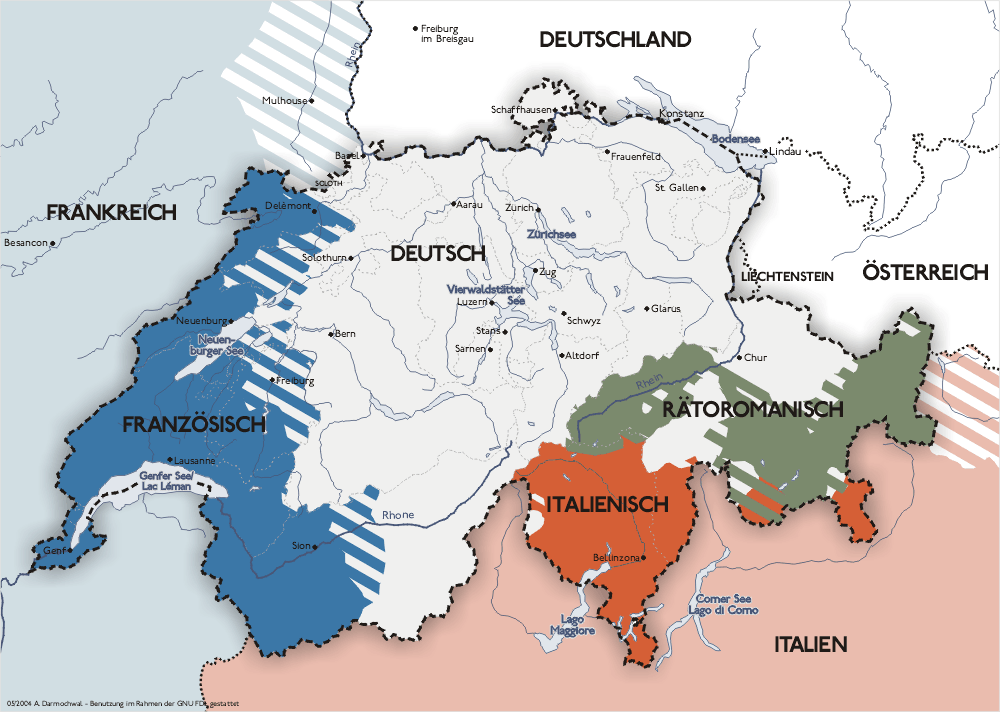
Território linguístico reto-românico em Suíça (cinza)

O linguista suíço Andrea Schorta é conhecido sobretudo por sua obra relacionada com a língua romanche.

## Biografia
Schorta estudou línguas românicas em Zurique, Paris e Siena. 
De 1935 até 1975, trabalhou no projeto 'Dicziunari Rumantsch Grischun' (DRG), dantes como redator e, a partir de 1939, como redator chefe. Ele foi o organizador do Instituto científico do mesmo nome (Institut Dicziunari Rumantsch Grischun) , com sede em Chur/Cuera, dedicado ao estudo do romanche e da cultura alpina dos Grisoes. Neste projeto trabalhou também Heinrich Schmid, o futuro criador da língua romanche escrita comum  Rumansch Grischun.   
De 1934 a 1940, foi secretário da principal organização romanche, a "Lia Rumantscha" , e sua obra foi muito importante na preservação e promoção das línguas reto-românicas em geral.
Neste período, também como reação às pretensões do irredentismo italiano, inclusive dalguns linguistas como Carlo Salvioni  e Carlo Battisti, pelos que o romanche não era mais que uma série de "dialectos alpinos" ("ladinos") do italiano do Norte, o romanche foi reconhecido como quarta "língua nacional" da Suíça. 
Ele continuou e viu terminar a obra começada por R. von Planta, "Rätisches Namenbuch", sobre a onomástica de Grisões (com mais de 80,000 nomes): vol. 1, Materiais, 1939; vol. 2, Etimologias, 1964; vol. 3. Nomes de pessoas dos Grisões. 
Entre 1950 e 1964, Schorta ensinou ao Politécnico Federal Suíço em Zurique e na Universidade da mesma cidade.
Foi premiado com dois doutorados honoris causa, pela Universidade de Berna, em 1964, e pela Universidade de Innsbruck, em 1990. Foi também esperantista.